# Ďurčiná
Ďurčiná (in ungherese Györkeháza) è un comune della Slovacchia facente parte del distretto di Žilina, nella regione omonima.